# Bomolocha anulalis
Bomolocha anulalis là một loài bướm đêm trong họ Noctuidae.